# 天津市宝坻区智能网联公交示范应用线路
天津市宝坻区智能网联公交示范应用线路，简称宝坻智能网联公交示范线，是中华人民共和国天津市宝坻区的一条公共汽车线路，全长11.3公里，2024年2月26日开通。
线路连接宝坻站和京津中关村科技城，沿途设有中央公园、渔阳路、景苑街、建设路、北城西路5个站点，单程18分钟。其是天津市首条智能网联汽车示范应用线路，创下车路云协同、开放道路驾驶、网联云控式智能驾驶（L2+L4）方面三项的全国第一。